# Endeodes collaris
Endeodes collaris is een keversoort uit de familie van de Melyridae. De wetenschappelijke naam van de soort is voor het eerst geldig gepubliceerd in 1853 door LeConte.